# Habrocestum ibericum
Habrocestum ibericum es una especie de arañas araneomorfas de la familia Salticidae.

## Distribución geográfica
Es endémica del sudeste de la península ibérica (España).